# Richard Spencer
Richard Spencer (ur. 29 października 1796, zm. 3 września 1868) – prawnik, rolnik i polityk amerykański.
W latach 1829–1831 przez jedną dwuletnią kadencję Kongresu Stanów Zjednoczonych był przedstawicielem siódmego okręgu wyborczego w stanie Maryland w Izbie Reprezentantów Stanów Zjednoczonych.